# Michail Devjaťjarov
Michail Talgatovič Devjaťjarov (rusky: Михаи́л Талга́тович Девятья́ров; * 25. února 1959, Čusovoj) je bývalý ruský běžec na lyžích, který reprezentoval Sovětský svaz. Na olympijských hrách v Calgary roku 1988 vyhrál závod na 15 kilometrů a krom toho na stejné olympiádě získal ještě stříbro se sovětskou štafetou. Jeho nejlepším individuálním výsledkem na mistrovství světa bylo třetí místo na patnáctikilometrové trati z roku 1987. Na stejném šampionátu získal též štafetové stříbro. Roku 1987 se stal také dvojnásobným mistrem Sovětského svazu, na 15 a 50 kilometrech. V seriálu světového poháru stál čtyřikrát na pódiu, dvakrát na stupni nejvyšším. Po skončení závodní kariéry se začal věnovat trénování, pracoval pro ruský národní tým, od května 2016 je trenérem jihokorejského sprinterského reprezentačního týmu v běhu na lyžích. Jeho syn Michail se stal rovněž běžcem na lyžích.